# Chodovská radiála

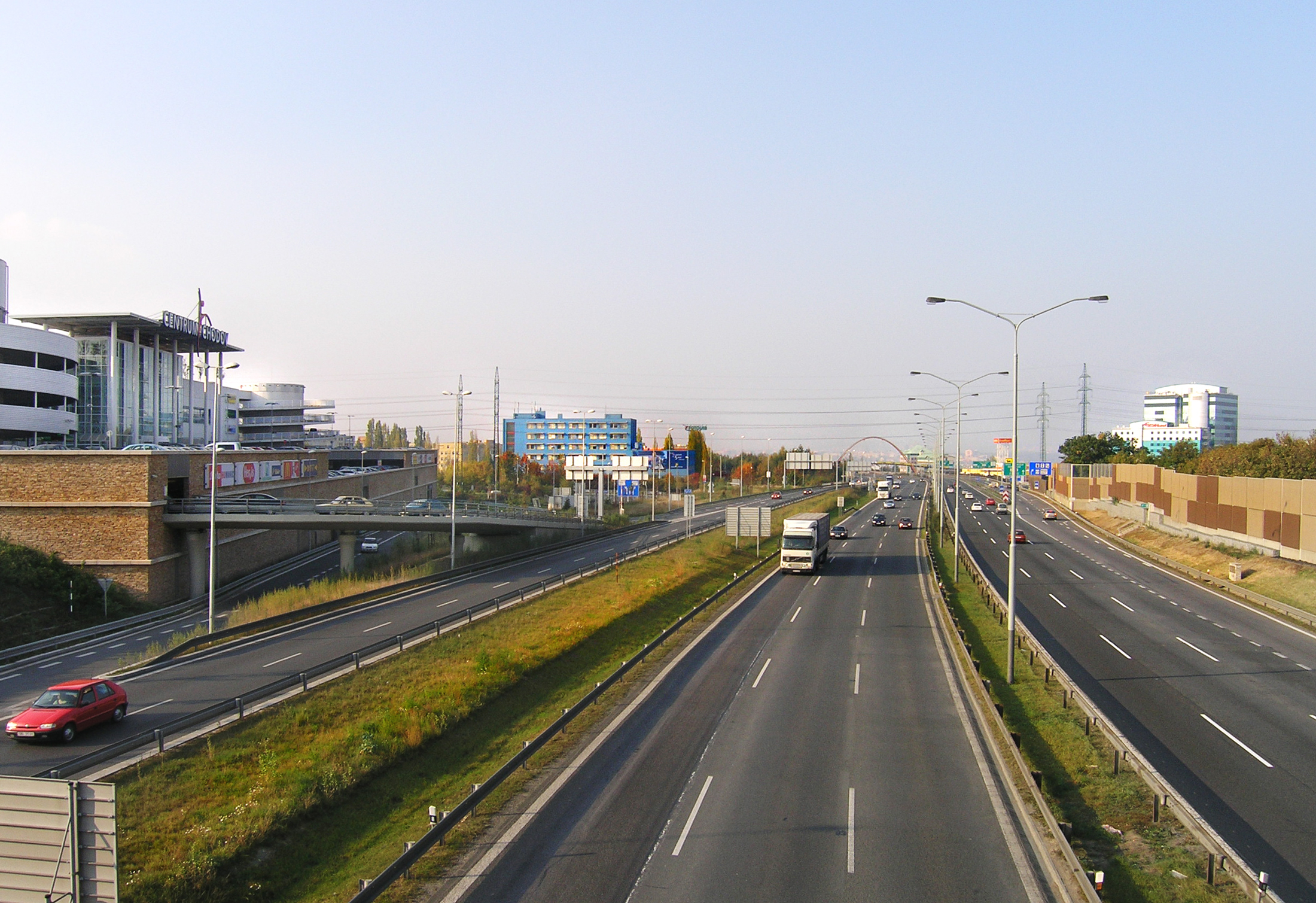
Chodovská radiála v místě začátku dálnice D1 v Praze-Chodově, u obchodního centra Westfield Chodov

Chodovská radiála, v plánech ZÁKOSu z roku 1974 také označovaná jako Pankrácká radiála, v mapách též i jako R8, je jedna z radiál propojujících Městský a Pražský okruh na jihovýchodě Prahy.
V úseku mezi Jižní spojkou a mimoúrovňovou křižovatkou Spořilov je radiála ještě vedena jako ulice 5. května, od křižovatky Spořilov je již radiála součástí dálnice D1 (ulice Brněnská). V některých materiálech byl jako Pankrácká radiála označován úsek Severojižní magistrály již přinejmenším od Nuselského mostu, tedy, jak název naznačuje, přes oblast Pankráce. 

## Výstavba
Výstavba její první části – úseku od Spořilova na jih – proběhla v období 1967 až 1971 jako součást výstavby dálnice D1. Do provozu byl tento úsek uveden 12. července 1971. Zpočátku však chyběl plánovaný přivaděč z Pankráce, neboť jeho dokončení bylo pozdrženo rozhodnutím o výstavbě pražského metra namísto podpovrchové tramvaje, které vytvořilo kolizi v oblasti budovaného depa Kačerov. Proto byl v začátcích nájezd na dálnici až za Spořilovem, navíc pouze jednopruhový - což vyvolávalo pravidelné výjezdové a návratové zácpy ve špičce a komplikovalo pěší dopravu (překonávání tesaři dočasně narychlo zřízených nadchodů) na staré tramvajové točně obklopené kruhovými křižovatkami na Spořilově ještě v roce 1973.

## Fotogalerie

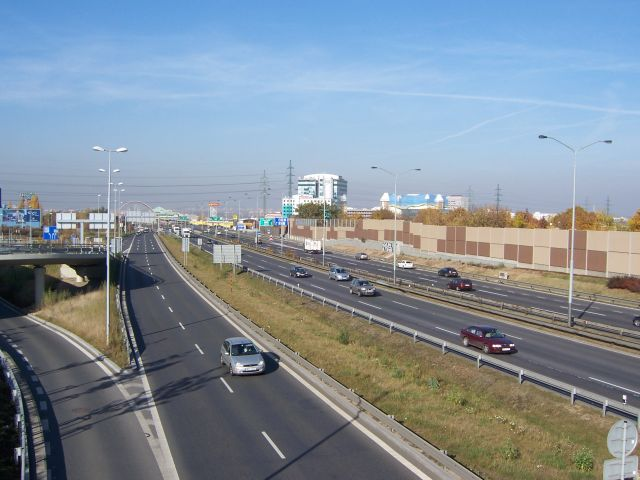
Směr do centra u stanice metra Chodov
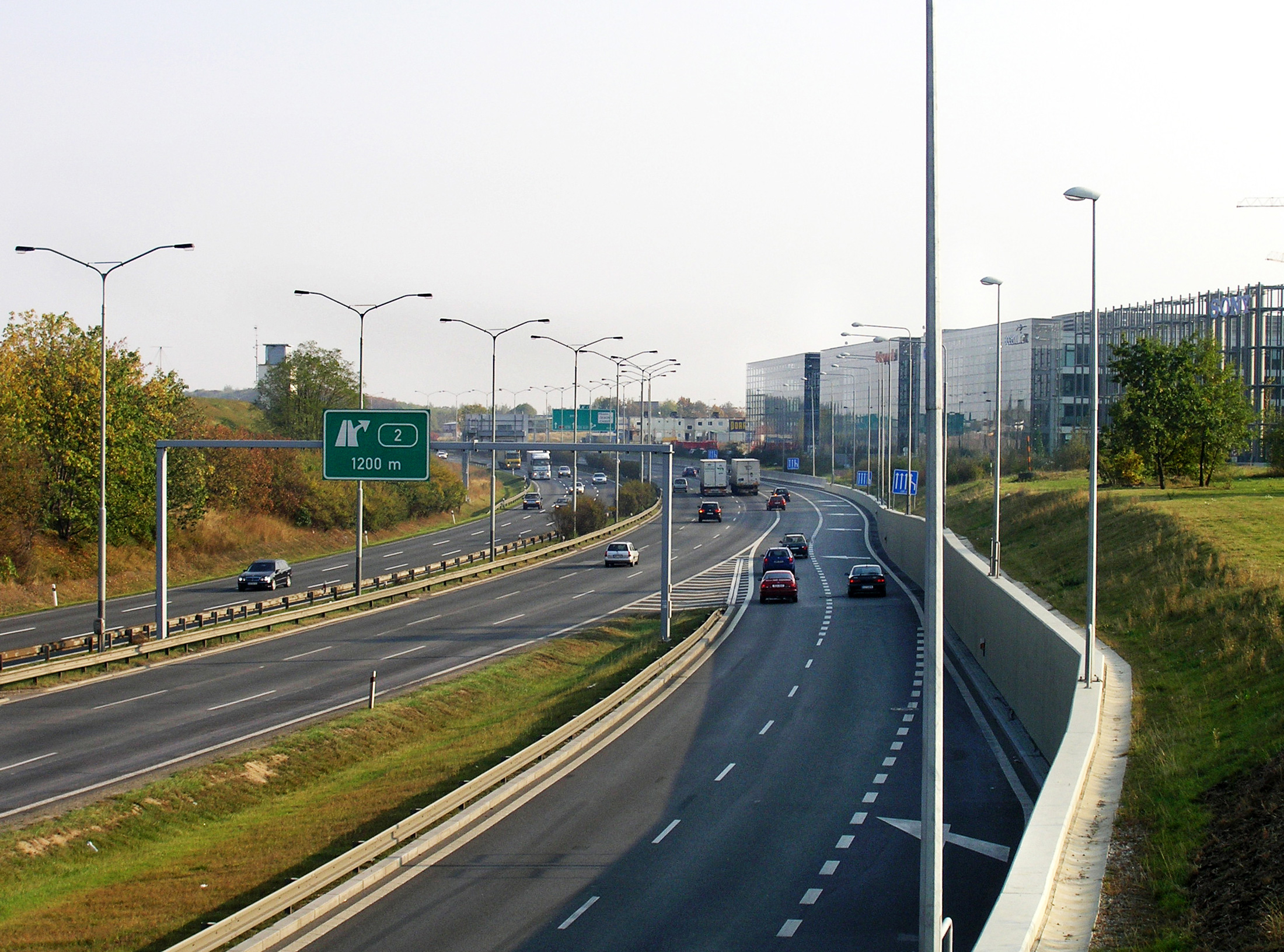
Směr z centra u stanice metra Chodov
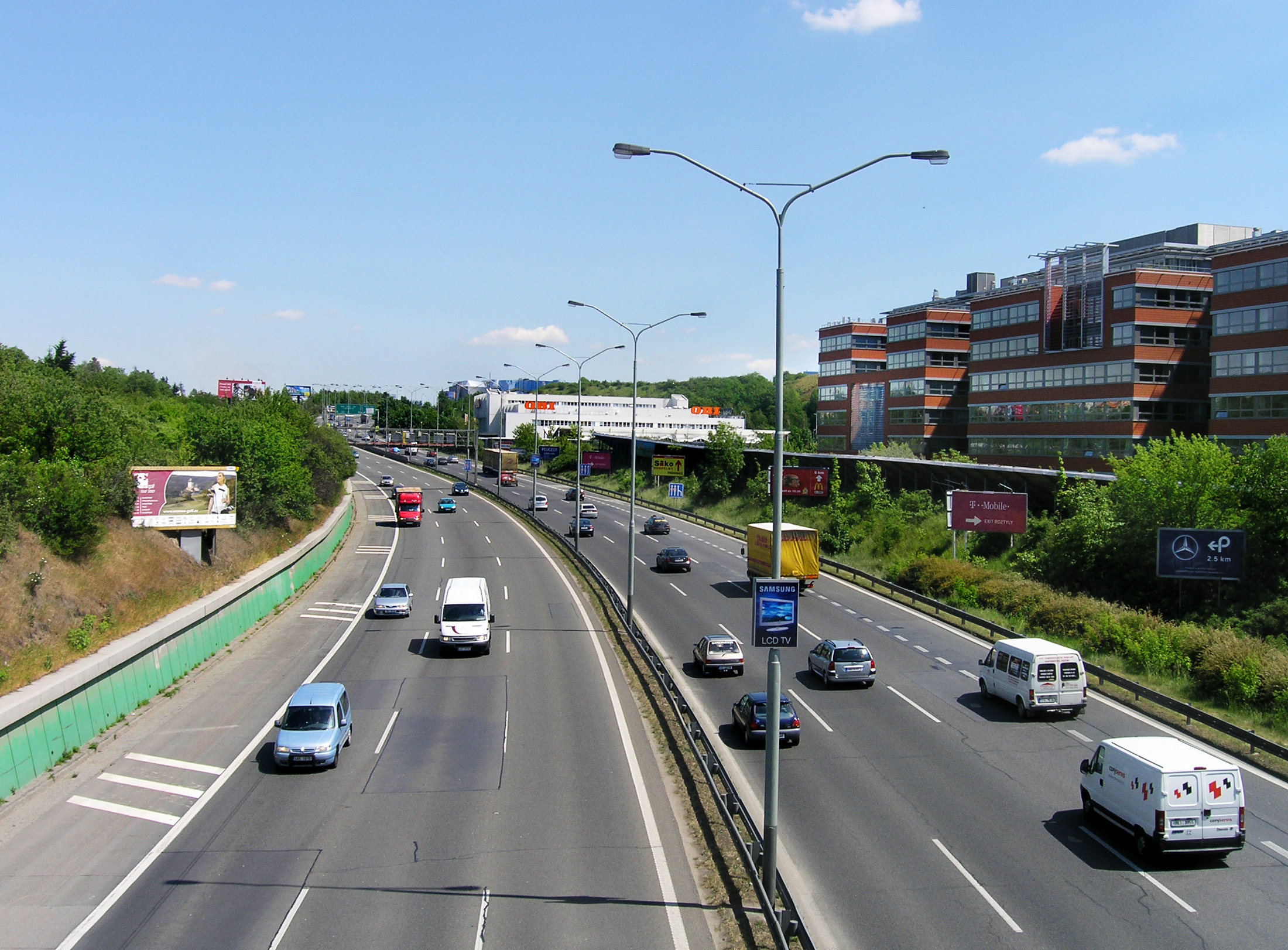
Směr z centra u stanice metra Roztyly